# Lohaynny Vicente
Lohaynny Caroline de Oliveira Vicente (Rio de Janeiro, 2 de maio de 1996) é uma jogadora brasileira de badminton.

## Trajetória desportiva
Lohaynny começou no badminton aos sete anos, por influência da irmã Luana, que foi a um clube um dia e viu o jogo, e voltou para casa toda animada ao conhecer o esporte novo, de raquete com peteca; Lohaynny foi no dia seguinte e não parou mais de jogar. O clube, no bairro carioca de Jacarepaguá, depois se transformou em um projeto social chamado de Miratus, um centro de treinamento voltado exclusivamente para o badminton, pouco difundido no Brasil e mais praticado na Ásia.
Integrou a delegação nacional que disputou os Jogos Pan-Americanos de 2011, em Guadalajara, no México.
Nos Jogos Pan-Americanos de 2015, em Toronto, ganhou medalha de prata  nas duplas femininas, quando teve como parceira a sua irmã Luana Vicente, e medalha de bronze nas duplas mistas, quando teve Alex Yuwan como parceiro.
Foi a primeira atleta brasileira a disputar a modalidade numa edição olímpica, nos Jogos Olímpicos de 2016 no Rio.